# Ed Skrein
Ed Skrein (* 29. března 1983 Camden, Londýn), celým jménem Edward George Skrein, je anglický raper a herec. Krom své rapové kariéry se proslavil rolemi Daaria v třetí sezóně seriálu Hra o trůny a Francise Freemana ve filmu Deadpool.

## Životopis
Narodil se a vyrostl v Camdenu v Londýně. Jeho předci jsou rakouští Židé a Angličané. Vystudoval na státní škole Central Saint Martins, kde získal bakalářský titul.
Žije v Londýně se svým synem Marleym. Ve svých patnácti letech se stal instruktorem plavání pro místní komunitu.

## Diskografie
Studiová alba
| Název      | Detaily                                                                          |
| ---------- | -------------------------------------------------------------------------------- |
| The Eat Up | - Vydáno v roce 2007 přes vydavatelství Dented Records - Formáty: CD, ke stažení |

Extended play
| Název                                     | Detaily                                                                          |
| ----------------------------------------- | -------------------------------------------------------------------------------- |
| Mind Out/Once Upon a Skrein               | - Vydáno v roce 2004 přes vydavatelství Dented Records - Formáty: CD, ke stažení |
| Pre-Emptive Nostalgia (s A State of Mind) | - Vydáno v roce 2007 přes vydavatelství Dented Records - Formáty: CD, ke stažení |
| Scene Stealer (with Dr Syntax)            | - Vydáno v roce 2009 přes vydavatelství Skreintax - Formáty: CD, ke stažení      |

## Filmografie

### Film
| Rok  | Název                                   | Role                          | Poznámky |
| ---- | --------------------------------------- | ----------------------------- | --- |
| 2008 | Michelle                                |                               | |
| 2012 | Piggy                                   | Jamie                         | |
| 2012 | Ill Manors                              | Edward „Ed“ Richardson        | |
| 2012 | Inspektor Regan                         | David                         | |
| 2013 | Goldfish                                | Vincent                       | krátkometrážní film |
| 2014 | Screaming Soul: Poverty                 |                               | |
| 2014 | Bojovníci severu: Sága Vikingů          | Hjorr                         | |
| 2015 | Sword of Vengeance                      | Treden                        | |
| 2015 | Tiger House                             | Callum                        | |
| 2015 | Kurýr: Restart                          | Frank Martin                  | |
| 2015 | Kill Your Friends                       | Rent                          | |
| 2016 | Deadpool                                | Francis Freeman/Ajax          | MTV Movie Award v kategorii nejlepší souboj nominace – Teen Choice Award v kategorii nejlepší filmový zloduch nominace – MTV Movie Award v kategorii nejlepší filmový zloduch |
| 2016 | The Model                               | Shane White                   | |
| 2018 | In Darkness                             | Marc                          | |
| 2018 | Little River Run                        | —                             | režisér a scenárista Ocenění filmového festivalu Encounters Short Film Festival                                                                                               |
| 2018 | Kdyby ulice Beale mohla mluvit          | strážník Bell                 | |
| 2018 | Patrick                                 | Vet                           | |
| 2018 | Tau                                     | Alex                          | |
| 2019 | Alita: Bojový Anděl                     | Zapan                         | |
| 2019 | Bitva u Midway                          | poručík Dick Best             | |
| 2019 | Nacido Rey                              | Harry St. John Bridger Philby | |
| 2019 | Zloba: Královna všeho zlého             | Borra                         | |
| 2022 | Bejval sem slavnej                      | Vince                         | |
| 2023 | Rebel Moon: První část – Zrozená z ohně | Admirál Atticus Noble         | postprodukce |
| 2024 | Rebel Moon: Part Two – The Scargiver    | Admirál Atticus Noble         | postprodukce |

### Televize
| Rok  | Název       | Role           | Poznámky |
| ---- | ----------- | -------------- | -------- |
| 2013 | The Tunnel  | Anthony Walsh  | 3 díly   |
| 2013 | Hra o trůny | Daario Naharis | 3 díly   |